# Chlorophytum hysteranthum
Chlorophytum hysteranthum är en sparrisväxtart som beskrevs av Shakkie Kativu. Chlorophytum hysteranthum ingår i släktet ampelliljor, och familjen sparrisväxter. Inga underarter finns listade i Catalogue of Life.